# Sonderweg 2

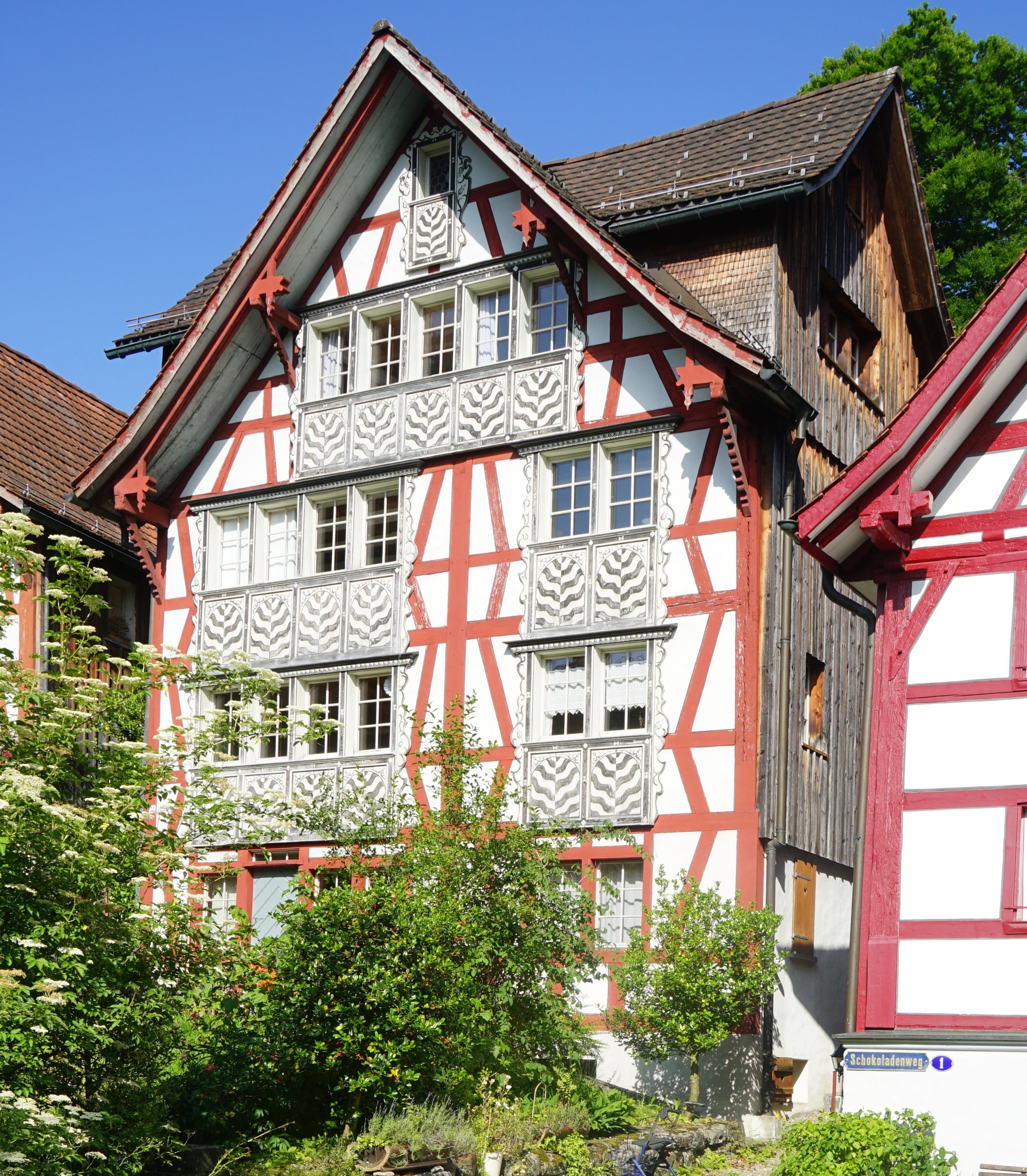
Sonderweg 2, 2025

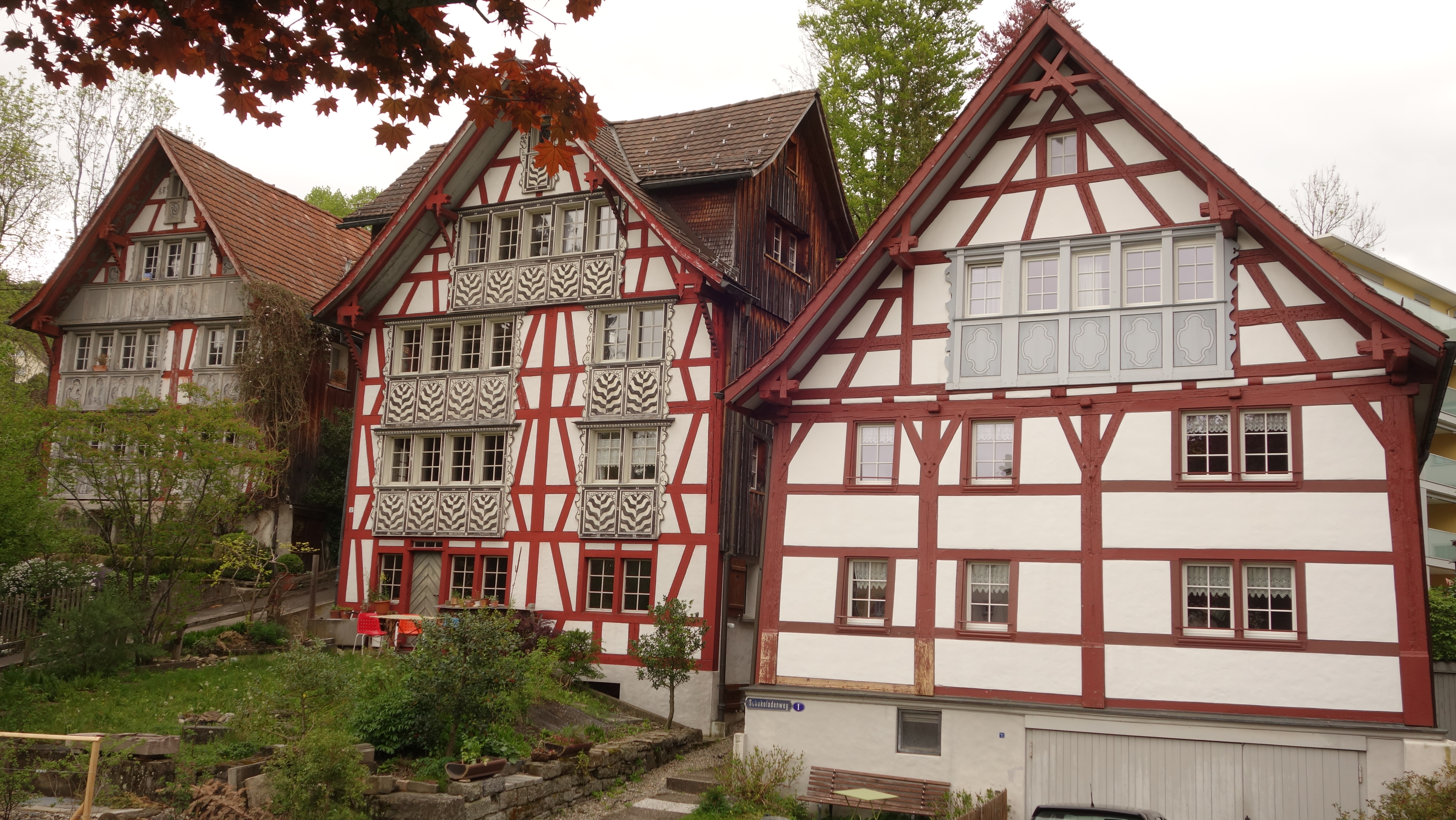
Sonderweg 2, 2020 (Mitte)

Das Wohnhaus Sonderweg 2 im Quartier St. Georgen der Stadt St. Gallen ist ein denkmalgeschützter Riegelbau aus dem 17. Jahrhundert. Es ist Teil eines Ensembles zu dem auch die Häuser Sonderweg 1 und Schokoladenweg 1 gehören.

## Lage
St. Georgen ist ein ehemaliges Bauerndorf «mit kleinräumiger Ortsmitte und städtischer Erweiterung» und im Inventar Schützenswerter Ortsbilder (ISOS) im Ganzen als Ortsbild von nationaler Bedeutung aufgeführt. Das Wohnhaus steht mit zwei benachbarten Riegelbauten oberhalb der Steinach und schliesst mit ihnen den alten Dorfkern im Osten ab. Den baulich-historischen Mittelpunkt des Quartiers St. Georgen bilden drei Bauten des ehemaligen Klosters St. Wiborada mit der von 1930 bis 1932 neu erbauten Herz-Jesu-Kirche. Zum alten Dorfkern gehören noch vier ebenfalls denkmalgeschützte Wohnbauten aus dem 17. Jahrhundert in der St. Georgen-Strasse 88–94.

## Geschichte
Das Riegelhaus stammt aus 17. Jahrhundert, könnte im Kern aber älter sein. Der Zustand von zwei Häusern des Ensembles der drei Riegelbauten war in den 1970er Jahren desolat. Nach sorgfältiger Instandsetzung zeigen sie wieder sichtbares Fachwerk und die ursprüngliche Fenstereinteilung. Das benachbarte Frauenkloster St. Wiborada wurde im 16. Jahrhundert gegründet und 1731 ausgebaut. Nach der Aufhebung 1834 wurde dort fünf Jahre später ein Priesterseminar eingerichtet.
Das Ensemble war bis zur Revision des Inventars mit Stand 1. Januar 2023 unter der Nummer 8341 als Kulturgut von regionaler Bedeutung (Kategorie B) verzeichnet. Kulturgüter von lokaler Bedeutung der «Kategorie C» wurden (Stand: Mai 2025) noch nicht veröffentlicht.

## Beschreibung
Das freistehende Riegelhaus ist ein giebelständiger Ständerbau. Die Fenster der Hauptfassade bilden linksseitig Fensterwagen mit je vier Reihenfenstern, rechtsseitig sind sie paarweise gekoppelt. Im Dachgeschoss bilden fünf Fenster einen durchgehenden Fensterwagen. Die bemalten Ladenkästen und Schweifbretter sind das wesentliche Schmuckelement des viergeschossigen Hauses. Die «reich und herrschaftlich gestaltete» Hauptfassade zeigt Sichtfachwerk, das an der Südwestseite mit Holz verkleidet ist. Das Satteldach hat einen Zwerchgiebel, dessen Seiten mit kleinformatigen Holzschindeln verkleidet sind. Fenster und Tür des mehrfach renovierten Gebäudes wurden modernisiert. Der vorhandene Garten wirkt «etwas ausgeräumt».
Bedeutend für das Haus ist die Bohlenbalkendecke in der Stube des ersten Stocks. Sie ist von «aussergewöhnlicher Qualität», stammt aus der Zeit der Renaissance und könnte aus einem Schloss oder Kloster stammen. Die neun längsgekehlten Tragbalken zeigen in der Mitte Reliefmedaillons mit Abbildungen von vier Damen, zwei Herren, zwei Narren und einem Mondgesicht. Ein Bildnis könnte Kaiser Karl V. darstellen. Die «qualitätvolle Arbeit» unterscheidet sich von den einfachen spätgotischen Decken der St. Galler Altstadt.
Das «grosszügige» Wohnhaus gehörte seinerzeit zu den herrschaftlichen Wohnhäusern des Dorfs. Es gilt mit seiner «gut erhaltenen hervorragenden Architektur» als wichtiger Teil des «intakten historischen Ensembles» der drei Riegelbauten. Als «herausragendes Kunstdenkmal der Stadt St. Gallen» ist es im Bauinventar der schützenswerten Bauten verzeichnet.

## Belege
1. ↑  ISOS Ortsbilder: St. Georgen. Gemeinde St. Gallen, Wahlkreis St. Gallen, Kanton St. Gallen. In: sg.ch; PDF, abgerufen am 13. Juni 2025. S. 1.
2. 1 2 3 4  Denkmalpflege der Stadt St. Gallen: Sonderweg 2. Inventarblatt der schützenswerten Bauten. In: map.stadt.sg.ch; abgerufen am 16. Juni 2025.
3. ↑  Denkmalpflege der Stadt St. Gallen: St. Georgen-Strasse 91. Inventarblatt der schützenswerten Bauten. In: map.stadt.sg.ch; abgerufen am 13. Juni 2025.
4. 1 2  ISOS Ortsbilder: St. Georgen. Siedlungsentwicklung. In: sg.ch; PDF, abgerufen am 13. Juni 2025. S. 12, 14.
5. ↑  Kantonsliste A- und B-Objekte Kanton SG. Schweizerisches Kulturgüterschutzinventar mit Objekten von nationaler (A-Objekte) und regionaler (B-Objekte) Bedeutung. In: Bundesamt für Bevölkerungsschutz BABS – Fachbereich Kulturgüterschutz. KGS-Inventar 2021.

Koordinaten: 47° 24′ 59,7″ N, 9° 22′ 59,1″ O; CH1903: 746725 / 253572